# Uzina Mecanică Tohan
Uzina Mecanică Tohan Zărnești este o fabrică de armament din România.
A fost fondată în anul 1938 ca parte a grupului industrial Malaxa.
Din anul 1948 până în anul 1990 societatea și-a desfășurat activitatea sub denumirea de Uzina 6 Martie Zărnești, iar din anul 1990 până în anul 1998 societatea s-a numit Uzina Mecanică Tohan Zărnești.
Pe lângă producția de bază, compania a realizat de-a lungul existenței sale și produse civile, cum ar fi accesorii pentru mașini unelte și construcții metalice sudate.
Din anul 1980, societatea fabrică și rachete.
În anul 2001, a fost reorganizată ca societate comercială controlată de Romarm.

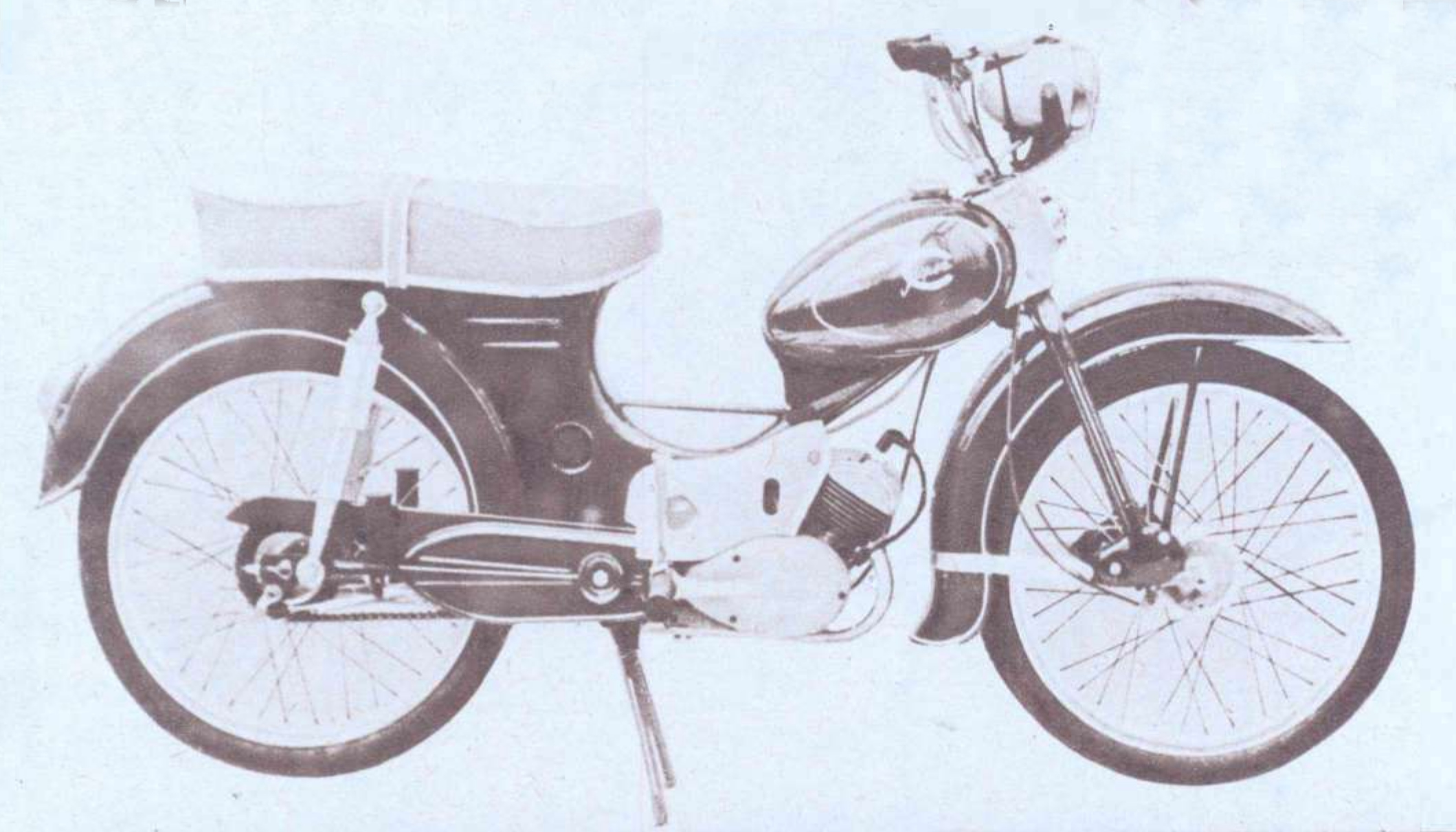
Motocicleta Carpați

În perioada comunistă, statul român a îmbrăcat fabrica, chiar de la începuturi, în haină civilă: Tohan, fabrică de biciclete.
Fabrica producea pe atunci cite 16.000-17.000 de biciclete pe lună.
Fabrica a produs de asemenea și motorete.
Fabrica a produs următoarele produse și mărci: Victoria (bicicletă pentru adulți, din 1954), Carpați și Carpați super (motoretă, din 1959), Pionier (bicicletă pentru copii, din 1967), Tohan (bicicletă, din 1967), Junior și Pegas (biciclete pentru copii, din 1968), Mobra 50 (motoretă, 1971), Pegas (bicicletă pentru adulți, din 1972), Pegas (bicicletă pentru copii sub 10 ani, din 1975), Mini-Mobra și motoreta Hoinar (din 1976), bicicleta cu cinci viteze Pegas 1027 Campion din anii 1980.
În anii '90 este produsă bicicleta de munte și cea pentru cros.
Bicicleta de munte are 18 viteze și frâne Cantilever.
Bicicletele de cameră sunt dotate cu bord electronic.
Din 1994 s-a sistat producția motoretei Hoinar.
Motoarele motoretelor se produceau la Metrom Brașov.
În anul 2004, fabrica mai producea 1.500 de biciclete și 100 motorete anual.
Număr de angajați:
- 1991: 12.000[3]
- 2002: 5.469[7]
- 2005: 1.200[3]
- 2007: 588[4]
- 2008: 499[4]
- 2016: 436
- 2017: 437

Cifra de afaceri:
- 2007: 7,5 milioane lei[4]
- 2008: 7,3 milioane lei[4]
- 2016: 20,49 milioane lei
- 2017: 21,8 milioane lei